# Ngày ngày tiến lên
Ngày ngày tiến lên (Thiên thiên hướng thượng) là một Talk show nổi tiếng của Trung Quốc được phát sóng trên Kênh Hồ Nam TV. Chương trình được đồng dẫn chương trình bởi Uông Hàm, Đại Trương Vỹ, Vương Nhất Bác, Tiền Phong. Chương trình thu hút sự chú ý lớn từ công chúng, đặc biệt là các nhóm sinh viên và những người trẻ vì sự hài hước, phong cách và những nhân vật công chúng xuất hiện với tư cách khách mời. Tên Trung Quốc của chương trình "Thiên thiên hướng thượng" (天天向上) xuất phát từ câu nói truyền thống "好好学习, 天天向上" (Hảo hảo học tập, thiên thiên hướng thượng) có nghĩa là "Chăm chỉ học tập, ngày ngày tiến lên" cũng được dịch theo nghĩa đen (và phổ biến) là "Good good study, day day up".

## Tập

### 2008
| Ngày        | Tập                                                                                          |
| ----------- | -------------------------------------------------------------------------------------------- |
| 4 tháng 8   | Quách Đông Lâm bắt đầu một lớp học ngôn ngữ                                                  |
| 5 tháng 8   | Quách Đông Lâm bắt đầu một lớp học ngôn ngữ                                                  |
| 6 tháng 8   | Quách Đông Lâm, Hà Cảnh bật cười, Bạch Tĩnh Du Hạo Minh trở thành sinh viên "loạn thần kinh" |
| 7 tháng 8   | Khởi đầu giai đoạn 1: Quà tặng Trung Quốc; Đũa; Nghi thức của các dân tộc thiểu số Đài Loan  |
| 13 tháng 8  | Khởi đầu giai đoạn 2: Quà tặng các vùng quên; khái niệm về dòng dõi                          |
| 21 tháng 8  | Khởi đầu giai đoạn 3: Khuyến khích người thua cuộc; Trà                                      |
| 28 tháng 8  | Phê bình / Đánh giá: Thổ dân Đài Loan, trại trường Côn khúc Yu Mei                           |
| 4 tháng 9   | Tôn trọng giáo viên; Phép lịch sự của Đàn ông và Phụ nữ                                      |
| 12 tháng 9  | Giảng viên Đào tạo "tính khí" Mỹ nữ, Bạch Tĩnh Âu Đệ hát bài hát "Lễ hội thu hoạch"          |
| 19 tháng 9  | Biểu lộ lời cảm ơn                                                                           |
| 26 tháng 9  | Giám sát viên nhí                                                                            |
| 3 tháng 10  | Tỏ tỉnh kiểu Trung, Hàn                                                                      |
| 10 tháng 10 | Sứ mệnh châu Á "Top Combine"                                                                 |
| 17 tháng 10 | Dina cực kỳ hấp dẫn quyến rũ                                                                 |
| 24 tháng 10 | Rap thiếu niên, Bạch Tĩnh                                                                    |
| 31 tháng 10 | Ngạc nhiên Trương Nhất Sơn Âu Đệ là anh em họ                                                |
| 7 tháng 11  | Nhóm vũ công                                                                                 |
| 14 tháng 11 | Ngôi sao tương lai Cốc Trí Hâm                                                               |
| 28 tháng 11 | Dog show; Công việc; Nữ tiếp viên hấp dẫn                                                    |
| 5 tháng 12  | PK tiếng Trung Quốc (Part 1)                                                                 |
| 12 tháng 12 | Latin Dance Ma và sinh viên                                                                  |
| 19 tháng 12 | PK tiếng Trung Quốc (Part 2)                                                                 |
| 26 tháng 12 | Lâm Bảo Di trái tim nhân hậu                                                                 |

### 2009
| Ngày        | Tập                                                                        |
| ----------- | -------------------------------------------------------------------------- |
| 2 tháng 1   | Ngôi sao quảng cáo Lâm Bảo Di                                              |
| 9 tháng 1   | Khách mời Vu Khải Hiền; Lớp tốt nghiệp Học viện Hý kịch Trung ương         |
| 16 tháng 1  | Năm mới                                                                    |
| 23 tháng 1  | Năm mới Phiên bản đặc biệt 1                                               |
| 30 tháng 1  | Năm mới Phiên bản đặc biệt 2                                               |
| 6 tháng 2   | Năm mới Phiên bản đặc biệt 3                                               |
| 13 tháng 2  | Bậc thầy YoYo ball; Thi tuyển                                              |
| 20 tháng 2  | Con trai xếp hàng để theo đuổi Lý Cốc Nhất                                 |
| 27 tháng 2  | Nghi lễ gia đình                                                           |
| 6 tháng 3   | Những Thiên Thần Của Charlie                                               |
| 13 tháng 3  | Nhà vô dịch nhảy dây                                                       |
| 20 tháng 3  | Hoạt náo viên Trung Mỹ PK                                                  |
| 27 tháng 3  | Người mẫu hấp dẫn hội tụ, Bậc thầy YoYo ball                               |
| 3 tháng 4   | Han-Tang Yuefu                                                             |
| 10 tháng 4  | Ngôi sao quảng cáo Âu Đệ                                                   |
| 17 tháng 4  | Ngôi sao quảng cáo Âu Đệ                                                   |
| 24 tháng 4  | Kỷ niệm sinh nhật                                                          |
| 1 tháng 5   | Hoa Hậu Thế giới                                                           |
| 8 tháng 5   | Nhân vật chính MV, Cao thủ Vịnh Xuân                                       |
| 15 tháng 5  | Múa ba lê thanh lịch, Quý ông                                              |
| 22 tháng 5  | Nhà vô địch thể thao từ khắp nơi trên thế giới                             |
| 29 tháng 5  | Tap dance, Google elite                                                    |
| 5 thang 6   | Hàn Quốc                                                                   |
| 12 tháng 6  | Biểu diễn B-Box, Uông Hàm Âu Đệ diễn một phân đoạn Kinh kịch kinh điển     |
| 19 tháng 6  | Giáo viên Khiêu vũ châu Á, Nữ hoàng Party và Âu Đệ nhảy múa                |
| 26 tháng 6  | Người mẫu tạp chí quốc gia                                                 |
| 3 tháng 7   | Quách Kính Minh mang đến một tác giả xinh đẹp, Những người trẻ tuổi tụ tập |
| 17 tháng 7  | Công chúa nhào lộn thách thức cổ tay Âu Đệ, Bữa tiệc lớn                   |
| 27 tháng 7  | Đánh Trống lục lạc                                                         |
| 7 tháng 8   | Điện ảnh                                                                   |
| 14 tháng 8  | Khiêu vũ                                                                   |
| 21 tháng 8  | Phim thần tượng Đài Loan                                                   |
| 28 tháng 8  | Nam thần tượng                                                             |
| 18 tháng 9  | Nhạc khiêu vũ cổ điển                                                      |
| 25 tháng 9  | Điện ảnh                                                                   |
| 9 tháng 10  | Câu chuyện bí mật của Eigthy-one studio                                    |
| 16 tháng 10 | Tiệc khiêu vũ                                                              |
| 23 tháng 10 | Microsoft Windows 7                                                        |
| 30 tháng 10 | Thử thách cùng Super Junior-M                                              |
| 6 tháng 11  | Đại học Cảnh sát Quốc gia Trung Quốc                                       |
| 13 tháng 11 | World Cup                                                                  |
| 20 tháng 11 | Beautiful Teacher show                                                     |
| 27 tháng 11 | Lớp học Viện Quân sự và Văn hóa Đại học Quốc phòng Trung Quốc              |
| 4 tháng 12  | Bóng rổ                                                                    |
| 11 tháng 12 | Quân đội                                                                   |
| 18 tháng 12 | Những chú chó                                                              |
| 25 tháng 12 | Hồng Kông                                                                  |

### 2010
| Ngày       | Tập                                                                         |
| ---------- | --------------------------------------------------------------------------- |
| 8 tháng 1  | Cuộc chiến Robot, Phát thanh viên đẹp trai                                  |
| 15 tháng 1 | Mỹ nữ với Kim cương, Hội tụ các nhà phát minh dân gian                      |
| 22 tháng 1 | Thiếu niên chơi Cà kheo tự do, Hội tụ sự công bằng                          |
| 29 tháng 1 | Người làm công ăn lương Trung Quốc, Màn Tap dance kinh ngạc đến từ Anh Quốc |
| 5 tháng 2  | Tài năng nhảy đường phố người Mỹ vs Thiếu niên nhỏ tuổi, Jiayuan.com        |
| 12 tháng 2 | Tinh Quang Tứ Thiếu và Hắc Girl, Ca vương Phí Ngọc Thanh ban phước lành     |
| 19 tháng 2 | Giám đốc điều hành Baidu, Vẻ đẹp lai                                        |
| 26 tháng 2 | Kiếm tiếm tài năng trẻ, Bài giảng về sức khỏe của Lão Ngụy                  |
| 5 tháng 3  |                                                                             |
| 12 tháng 3 |                                                                             |
| 19 tháng 3 |                                                                             |
| 26 tháng 3 |                                                                             |
| 2 tháng 4  |                                                                             |
| 9 tháng 4  |                                                                             |
| 16 tháng 4 |                                                                             |
| 7 tháng 5  |                                                                             |
| 14 tháng 5 |                                                                             |

### 2017
| Ngày        | Tập                                                                                           | Khách mời                                        |
| ----------- | --------------------------------------------------------------------------------------------- | ------------------------------------------------ |
| 6 tháng 1   | Thiên thần Victoria's Secret Hề Mộng Dao trở thành siêu mẫu Tàu hũ                            | Hề Mộng Dao, Hoàng Gia Thiên                     |
| 13 tháng 1  | Bài hát mới của Chu Bút Sướng                                                                 | Chu Bút Sướng, Phan Thạch Ngật                   |
| 20 tháng 1  | Đại Trương Vỹ, Tiền Phong múa Rồng                                                            | Ngụy Thần, A nhã                                 |
| 10 tháng 2  | Bạch Khách bắt chước Dịch Trung Thiên hát bài hát trong phim hài thần thánh của Đại Trương Vỹ | Bạch Khách, Đới Quân, Lý Phi Nhi, Vương Tấn      |
| 17 tháng 2  | Vương Nhất Bác, Quan Hiểu Đồng nhảy điệu nhảy ngọt ngào nóng bỏng                             | Quan Hiểu Đồng, Nhâm Tố Tích                     |
| 24 tháng 2  | Vương Nhất Bác, Đổng Lực tổ chức giải đấu kiếm nam thần                                       | Hà Khiết, Dĩnh Nhi, Nhạc Vân Bằng                |
| 3 tháng 3   | Coco Lee, Vương Nhất Bác "Chị gái lai" niềm đam mê khiêu vũ                                   | Coco Lee, Đổng Minh Châu                         |
| 10 tháng 3  | Dương Địch, Bạch Khải Nam chuẩn bị mọi thứ                                                    | Dương Địch, Bạch Khải Nam, Tôn Di                |
| 17 tháng 3  | Từ Tĩnh Lôi, Huỳnh Lập Hành thức ăn ngon cho chó                                              | Từ Tĩnh Lôi, Huỳnh Lập Hành,Minh Đạo             |
| 24 tháng 3  | Vương Nhất Bác, Đại Trương Vỹ bước vào mùa xuân                                               | Hừa Tịnh, Vương Tử Xuyên, XNINE                  |
| 31 tháng 3  | Lâu Nghệ Tiêu với Tiền Phong hẹn hò ở Đào Hoa cốc                                             | Lâu Nghệ Tiêu, Trương Hải Vũ, Hàn Hồng           |
| 7 tháng 4   | Tống Tổ Nhi "Tường Lâm tẩu" Khiếu nại Vương Nhất Bác                                          | Tống Tổ Nhi, Vương Âu                            |
| 14 tháng 4  | Đổng Tử Kiện mở "Chế độ Khanh Ma"                                                             | Đổng Tử Kiện, Mai Đình                           |
| 21 tháng 4  | Dương Thiên Hoa hết lớn với Dư Văn Lạc                                                        | Dương Thiên Hoa, Dư Văn Lạc                      |
| 28 tháng 4  | Dimash Kudaibergen ấm áp với Châu Đông Vũ                                                     | Dimash Kudaibergen, Châu Đông Vũ, Quan Hiểu Đồng |
| 5 tháng 5   | "Thanh niên văn minh" tặng quà cho ngày thanh niên 4 tháng 5                                  |                                                  |
| 12 tháng 5  | Nhà sách với Hà Du Quân, Trần Bích Khả                                                        | Hà Du Quân, Trần Bích Khả, Trương Tuyền Linh     |
| 19 tháng 5  | Lưu Vân, Mã Khả phúc lợi lễ hội thuyền rồng lớn                                               | Lưu Vân, Mã Khả                                  |
| 26 tháng 5  | Trương Hình Dư nói về niềm vui ship hàng                                                      | Trương Hinh Dư                                   |
| 2 tháng 6   | Trương Đại Đại mang tấm lót đế giày                                                           | Trương Đại Đại, Dương Vân                        |
| 9 tháng 6   | Anh em Ngày ngày tiếng lên học Kinh kịch                                                      |                                                  |
| 16 tháng    | Trương Bích Thần nhổ chân tóc hét lớn vớ cư dân mạng                                          | Trương Bích Thần, Trương Đại Đại                 |
| 23 tháng 6  | Ba doanh nghiệp ưu tú xây dựng nhóm mới mẻ thú vị                                             |                                                  |
| 30 tháng 6  | Trương Trí Lâm trở thành người hướng dẫn đẹp trai nhất đường phố Hồng Kông                    | Trương Trí Lâm, Chu Bút Sướng                    |
| 7 tháng 7   | Phạm Băng Băng, Lý Thần vân yêu đương cuồng nhiệt                                             | Phạm Băng Băng, Lý Thần                          |
| 14 tháng 7  | Hổ Khả, Trì Soái tiếp tục duyên phận kiếp trước                                               | Hồ Khả, Trì Soái, Trương Tuyết Nghênh            |
| 21 tháng 7  | Mùa sầm uất của chợ đêm đang đến!                                                             | Trương Hâm Nghệ, Vương Âu, Lâu Nghệ Tiêu         |
| 28 tháng 7  | Huỳnh Dịch phục đồi đồ ăn                                                                     | Huỳnh Dịch, Vương Ngạn Lâm                       |
| 4 tháng 8   | Đàm Tùng Vận, Hùng Tử Kỳ ngọt ngào                                                            | Đàm Tùng Vận, Hùng Tử Kỳ, Vương Âu               |
| 11 tháng 8  | Trương Nhược Quân kêu gọi các món ăn Trường Sa                                                | Trương Nhược Quân, Viên San San                  |
| 18 tháng 8  | Đại sứ môi trường Châu Tấn thông qua "năng lượng xanh"                                        | Châu Tấn                                         |
| 25 tháng 8  | Cảnh sát giá trị nhan sắc cao tập hợp lại với nhau                                            | Âu Dương Siêu                                    |
| 1 tháng 9   | Đường Nghệ Hân tiết lộ tình yêu ngọt ngào với Trương Nhược Quân                               | Đường Nghệ Hân, Ngưu Tuấn Phong, Ninh Tịnh       |
| 8 tháng 9   | Rap show                                                                                      | Quỷ Biện, Vương Tử Tuyền                         |
| 15 tháng 9  | Celina Jade tiệt lộ hậu trường Chiến lang 2                                                   | Celina Jade                                      |
| 22 tháng 9  | Phòng cháy chữa cháy                                                                          |                                                  |
| 29 tháng 9  | Hậu trường Amazing China                                                                      |                                                  |
| 6 tháng 10  | Lồng tiếng bất ngờ                                                                            | Mao Hiểu Đồng                                    |
| 13 tháng 10 | Dịch Dương Thiên Tỉ, Quan Hiểu Đồng cùng sân khấu                                             | Dịch Dương Thiên Tỉ, Quan Hiểu Đồng, Vương Gia   |
| 20 tháng 10 | An Dĩ Hiên, Kim Thần hóa thân "Em bé mùa thu"                                                 | An Dĩ Hiên, Kim Thần, Liễu Nham                  |
| 27 tháng 10 | Nhóm nam thần đẹp trai nhất ra mắt đồ ăn nhanh khoa học                                       | Ngụy Tuần                                        |
| 3 tháng 11  | Hàn Tuyết thay đổi vẻ đẹp của chương trình nhà bếp "chụp bánh"                                | Hàn Tuyết, Phan Việt Minh                        |
| 10 thang 11 | Mao không phô trương, độc đáo, tuyệt đẹp, người hấp dẫn                                       | Mao Bất Dịch                                     |
| 17 tháng 11 | Kỷ Lăng Trần, Hàm Thanh Tử nụ hôn lên men ngọt ngào trìu mến                                  | Kỷ Lăng Trần, Hàm Thanh Tử, Trần Tường           |
| 24 tháng 11 | Tổ hợp đàn Nhị "Đi săn"                                                                       | Hồ Ca, Hồ Binh                                   |
| 1 tháng 12  | Ngô Tôn, Lưu Canh Hoàng tranh tài "Khả năng của cha"                                          | Ngô Tôn, Lưu Canh Hoàng, A Lạp Lôi, Ha Lâm       |
| 8 tháng 12  | Hồng Lâu Mộng                                                                                 |                                                  |
| 15 tháng 12 | Anh em Ngày ngày tiến lên tổ chức "Boxing tự do"                                              | Lâu Nghệ Tiêu, Jang Na-ra                        |
| 22 tháng 12 | Quan Hiểu Đồng và người mẫu Victoria's Secret cho thấy đôi chân đẹp                           | Quan Hiểu Đồng, Hoàng Hiên                       |
| 29 tháng 12 | Ngô Quân và Tống Đan Đan diễn xuất gây thích thú                                              |                                                  |

### 2018
| Ngày       | Tập | Khách mời                                 |
| ---------- | --- | ----------------------------------------- |
| 5 tháng 1  | Bé gái sau 2000 dễ thương |                                           |
| 12 tháng 1 | Kỹ năng nấu ăn của Hoàng Nhã Lỵ | Vương Âu, Hoàng Nhã Lỵ                    |
| 19 tháng 1 | Vương Lịch Hâm chăng bông kháng lạnh, Tỉnh Lăng Tiêu khoái ăn                                                                                                | Vương Lịch Hâm, Tỉnh Lăng Tiêu            |
| 26 tháng 1 | Kỹ năng võ thuật của Tống Uy Long. Hà Du Quân, Dương Thái Ngọc quan niệm của lứa sau 90 về mối quan hệ giữa hôn nhân và tình yêu                             | Tống Uy Long, Hà Du Quân, Dương Thái Ngọc |
| 2 tháng 2  | Đức Vân Xã, Uông Hàm đọ sức "Khẩu chiến" | Đức Vân Xã                                |
| 9 tháng 2  | Trương Nhược Quân kỷ niệm tiệc giao thừa, An Dĩ Hiên chia sẻ về bữa tiệc thiếu nữ                                                                            | Trương Nhược Quân, An Dĩ Hiên             |
| 23 tháng 2 | Lễ hội mùa Xuân - Người dẫn chương trình cao niên Triệu Trung Tường hát bài "Quay đầu lại", Đoàn anh em của Ngày ngày tiến lên trình diễn ca khúc của Tổ Hải | Triệu Trung Tường                         |
| 9 tháng 3  | Ngụy Tuần, Mại Kì Xuyến đốt cháy đêm hội mùa Xuân | Ngụy Tuần, Mại Kì Xuyến                   |
| 16 tháng 3 | Đặng Á Bình, Cao Mẫn gợi nhớ lại khoảng khắc huy hoàng. Nhóm Vũ Tuyền trình diễn ca khúc vàng                                                                | Đặng Á Bình, Cao Mẫn, nhóm Vũ Tuyền       |
| 23 tháng 3 | "Khổng Minh" Đường Quốc Cường đọc "Tam Quốc" | Đường Quốc Cường, Viên Á Duy              |
| 30 tháng 3 | Nghê Bình dẫn đầu nhóm thế hệ phụ nữ Trung Quốc thứ ba cùng nhau dẫn chương trình, Thẩm Mộng Thần thử sức cuộc thi sắc đẹp                                   | Nghê Bình, Thẩm Mộng Thần                 |
| 6 tháng 4  | Ký mức tươi đẹp nhất của Trần Đức Dung | Trần Đức Dung, Lăng Tiêu Túc              |
| 13 tháng 4 | Uông Hàm bộc bạch từng mất 100 triệu |                                           |
| 22 tháng 4 | Trương Lương Dĩnh nhắc lại câu nói vàng thời thơ ấu | Trương Lương Dĩnh                         |
| 30 tháng 4 | Diễn viên lồng tiếng "Diệp Tu" A Kiệt PK Hàn Tuyết | A Kiệt, Hàn Tuyết                         |
| 6 tháng 5  | Nam Phái Tam Thúc casting | Nam Phái Tam Thúc                         |
| 13 tháng 5 | |                                           |
| 20 tháng 5 | |                                           |

### 2019
| Năm         | Tập                                         | Khách mời                                                                                         |
| ----------- | ------------------------------------------- | ------------------------------------------------------------------------------------------------- |
| 13 tháng 1  | Bảo vật quê hương mùa 2                     | Trương Đại Minh, Ngô Trấn Vũ, Viên Vịnh Nghi, Đổng Đại Lực                                        |
| 20 tháng 1  | Bảo vật quê hương mùa 2                     | Hoắc Tôn, Vũ Nghệ, Quách Kỳ Lân, Diệp Tổ Tân                                                      |
| 27 tháng 1  | Bảo vật quê hương mùa 2                     | Vưu Trưởng Tĩnh, Mike, Phí Khải Minh, Vương Gia                                                   |
| 3 tháng 2   | Bảo vật quê hương mùa 2                     | Dương Thiên Hoa, Lý Phi Nhi, Mã Tô, Triệu Anh Tuấn                                                |
| 10 tháng 2  | Bảo vật quê hương mùa 2                     | ONER (Nhạc Nhạc, Mộc Tử Dương, Bốc Phàm, Linh Siêu), Trần Tường                                   |
| 17 tháng 2  | Bảo vật quê hương mùa 2                     | Uông Tô Lang, Hám Thanh Tử, Cát Kiệt, Kim Chí Văn                                                 |
| 24 tháng 2  | Bảo vật quê hương mùa 2                     | Cốc Trí Hâm, Nhậm Gia Luân, Ngũ Gia Thành                                                         |
| 3 tháng 3   | Bảo vật quê hương mùa 2                     | Mã Lệ, Phan Việt Minh, Tôn Kiên, Hoàng Mộng Oánh                                                  |
| 17 tháng 3  | Bảo vật quê hương mùa 2                     | Lâm Ngạn Tuấn, Vương Lâm Khải, Thẩm Lăng, Bạch Khải Nam                                           |
| 24 tháng 3  | Bảo vật quê hương mùa 2                     | Justin Hoàng Minh Hạo, Tiết Triệu Phong, Trần Âu, Dĩnh Nhi                                        |
| 31 tháng 3  | Bảo vật quê hương mùa 2                     | Linh Hoa - Phụng Hoàng Truyền Kỳ                                                                  |
| 7 tháng 4   | Bảo vật quê hương mùa 2                     | Tiêu Tuấn Diễm, Lưu Văn, Bao Văn Tình                                                             |
| 14 tháng 4  | Bảo vật quê hương mùa 2                     | Bành Tiểu Nhiễm, Tiền Chính Hạo, Trần Tinh Húc, Dương Địch                                        |
| 21 tháng 4  | Bảo vật quê hương mùa 2                     | Lý Vinh Hạo, Hứa Nguỵ Châu, Kiều Hân                                                              |
| 28 tháng 4  | Bảo vật quê hương mùa 2                     | Bạch Tử Cương, Thẩm Mộng Thần, Lương Điền                                                         |
| 4 tháng 5   | Bảo vật quê hương mùa 2                     | Vương Nhất Bác, Giả Nãi Lượng, Giang Nhất Yến, Uông Hàm, Tiền Phong, Đại Trương Vỹ                |
| 12 tháng 5  | Bảo vật quê hương mùa 2                     | Vu Hiểu Quang, Đồng Tư Thành, Lưu Vũ Ninh                                                         |
| 19 tháng 5  | Trại Huấn Luyện Thanh Xuân                  | Vương Gia, Trương Hiên Duệ, Trương Lam Tâm                                                        |
| 26 tháng 5  | Mỹ Thực Và Tình Yêu                         | Trương Bá Chi, Bốc Phàm, Sunnee, Lý Khải Hinh, Lý Tương, Trần Ý Hàm, Vương Cúc, Lưu Dĩ Hào.       |
| 2 tháng 6   |                                             | Từ Minh Hạo, Châu Chấn Nam, Hà Lạc Lạc, Hạ Chi Quang                                              |
| 9 tháng 6   | Cuộc thi đồ chơi                            | Vu Tiểu Đồng, Uông Đông Thành, Hồ Khả, Liên Hoài Vỹ, Sunnee                                       |
| 16 tháng 6  | Kịch nói                                    | Nhiếp Viễn, Tống Khiết, Uyển Quỳnh Đan                                                            |
| 23 tháng 6  | Đại Hội Thể Thao                            | WayV, SNH48,...                                                                                   |
| 30 tháng 6  | Trận Đấu Của Người Trẻ với Người Trung Niên | Diêm Ni, Quách Tuấn Thần, Lại Mỹ Vân, Lý Tử Đình, Trương Tử Ninh, Yamy, Dương Dương (Way V),..... |
| 7 tháng 7   |                                             | Kim Thần, Cát Khắc Tuyển Dật, Trần Ý Hàm                                                          |
| 14 tháng 7  |                                             | Trịnh Vân Long, A Vân Ca, Cúc Hồng Xuyên, Thái Trình Dục                                          |
| 21 tháng 7  |                                             | Vợ chồng Chung Lệ Đề - Trương Luân Thạc, Vương Lê Văn - Dương Thước, Trần Thiên Thiên             |
| 28 tháng 7  | Sinh nhật 11 năm                            | Vương Nhất Bác Tiêu Chiến                                                                         |
| 4 tháng 8   | Mỹ Thực Hè 2019                             | Tô Kiến Tín, Huỳnh Thánh Y, Dương Tử, Ngải Luân, Dương Địch, Chu Trinh                            |
| 11 tháng 8  | Mỹ Thực Hè 2019                             | Ngô Tuyên Nghi, Vương Hạc Đệ, Thích Vy                                                            |
| 18 tháng 8  | Mỹ Thực Hè 2019                             | Ngô Tuyên Nghi, Lý Tử Tuyền, Hoàng Nhã Lị, Lưu Nhã Sắt                                            |
| 25 tháng 8  | Mỹ Thực và Mỹ Nam                           | Mạnh Mỹ Kỳ, Hồ Nhất Thiên, Đoàn Áo Quyên, Yamy, Từ Mộng Khiết, Trịnh Nguyên Sướng                 |
| 1 tháng 9   | Căng Tin Nhà Người Khác                     | Tất Văn Quân, Châu Hưng Triết, Hoàng Minh Hạo, Lý Lan Địch, Chu Khiết Quỳnh                       |
| 8 tháng 9   |                                             | Lý Vũ Xuân                                                                                        |
| 15 tháng 9  |                                             | Tôn Dương                                                                                         |
| 22 tháng 9  |                                             | Mao A Mẫn, Viên Tuyền, Trương Hàm Dư, Lý Thấm, Đỗ Giang                                           |
| 28 tháng 9  | Thanh Xuân Hát Vang Giấc Mộng Trung Hoa     |                                                                                                   |
| 6 tháng 10  | Thanh Xuân Hát Vang Giấc Mộng Trung Hoa     |                                                                                                   |
| 13 tháng 10 | Thời đại online shopping                    |                                                                                                   |
| 20 tháng 10 | Cơm Trung Quốc                              | Lâm Thuật Ngụy                                                                                    |
| 27 tháng 10 | Game                                        | Bành Dục Sướng, Dương Địch, Thẩm Mộng Thần                                                        |
| 3 tháng 11  | Phòng Cháy Chữa Cháy.                       | Huỳnh Hiểu Minh                                                                                   |
| 17 tháng 11 | Treasure Radio                              |                                                                                                   |
| 24 tháng 11 | Treasure Radio                              |                                                                                                   |
| 1 tháng 12  | Âm thanh                                    |                                                                                                   |
| 8 tháng 12  | Online Shopping                             |                                                                                                   |
| 15 tháng 12 | Dọn phòng                                   | Đàm Trác, Hùng Đại Lâm, Tiêu Ương, Nguỵ Đại Huân                                                  |
| 22 tháng 12 | Ca Khúc Độc Thân                            | Vương Cúc, Tào Lộ, Cao Thiên Hạc, Kim Sa                                                          |
| 29 tháng 12 | Cà phê                                      |                                                                                                   |

### 2020
| Năm        | Tập                                                                | Khách mời                                                                               |
| ---------- | ------------------------------------------------------------------ | --------------------------------------------------------------------------------------- |
| 5 tháng 1  | Ban Nhạc                                                           |                                                                                         |
| 12 tháng 1 | Tuyên Truyền "Tôi Không phải Con Nghiện Shopping"                  | Kim Hạn, Tống Nghiên Phi, Mạnh Tử Nghĩa, Vương Dương Minh                               |
| 19 tháng 1 | Đón xuân                                                           |                                                                                         |
| 26 tháng 1 | Vũ Đạo Đêm Hội Mừng Xuân                                           |                                                                                         |
| 2 tháng 2  | Ngày Hội Tuyển Dụng Việc Làm                                       |                                                                                         |
| 9 tháng 2  | Bí Quyết Gìn Giữ Tình Yêu                                          |                                                                                         |
| 16 tháng 2 | Tiếp Sức Mùa Dịch                                                  |                                                                                         |
| 23 tháng 2 | Tổng Hợp Những Âm Thanh Phòng Dịch                                 |                                                                                         |
| 1 tháng 3  | Trốn Thoát Khỏi Mật Thất                                           | Bành Dục Sướng, Trần Đô Linh, Cao Thiên Lạc, Thẩm Mộng Thần                             |
| 8 tháng 3  | Vương Nhất Bác trổ tài làm Gà xé phay                              |                                                                                         |
| 15 tháng 3 |                                                                    | Trần Sổ, Ngô Tôn, Trương Thiên Ái, Hoàng Hiên                                           |
| 22 tháng 3 | Những chiêu "ở nhà cùng con" mùa Covid-19                          | Chương Linh Chi, Huỳnh Giác, Mạch Tử                                                    |
| 29 tháng 3 |                                                                    | Kim Hạn, Trần Thiên Thiên                                                               |
| 5 tháng 4  | Thăm nhà cổ Thượng Hải, Tứ hợp viện Bắc Kinh, khách sạn Hoành Điếm | Thẩm Mộng Thần, Nhậm Bối Dĩnh, Trương Manh, Hàn Hoả Hoả, Hồ Binh                        |
| 12 tháng 4 | Kỹ năng siêu cool anh em Day Day Up, Nhất Bác đua moto cực ngầu    |                                                                                         |
| 19 tháng 4 | Anh em Thiên Thiên check in Trường Sa                              |                                                                                         |
| 26 tháng 4 | Du Lịch Tiết Thanh Minh                                            |                                                                                         |
| 3 tháng 5  |                                                                    | Vương Lâm Khải, Châu Thâm, Lâm Duẫn, Từ Quân Sóc                                        |
| 10 tháng 5 | Vương Nhất Bác và màn đua Go-Kart với kẻ thách đấu nhỏ tuổi nhất   | Vương Lâm Khải, Châu Thâm, Lâm Duẫn                                                     |
| 17 tháng 5 | Giúp đỡ nông dân trồng hoa                                         | Trương Bích Thần, Vi Á                                                                  |
| 24 tháng 5 |                                                                    | Lý Tử Tuyền, Hồ Thẩm Viên, Dương Lệ Bình.                                               |
| 31 tháng 5 | Quốc Tế Thiếu Nhi - Những bảo mẫu bất đắc dĩ.                      |                                                                                         |
| 7 tháng 6  | Ngon khó cưỡng với ẩm thực các vùng miền Trung Quốc                | Vương Cúc, Châu Vi Đồng, Đại Vương...                                                   |
| 14 tháng 6 | Các anh trai theo đuổi ước mơ                                      | Tiêu Ương, Vương Thái Lợi, Tăng Nghị, Trần Tường, Ấn Tiểu Thiên, Châu Nghệ Hiên         |
| 21 tháng 6 | Các anh trai theo đuổi ước mơ                                      | Trần Chí Bằng, Hoàng Cách Tuyển, Ngao Khuyển, Tôn Diệu Uy, Trương Luân Thạc, Nguỵ Tuần. |
| 28 tháng 6 | Các anh trai theo đuổi ước mơ                                      | Hồ Binh, Nhiếp Viễn, Viên Thành Kiệt, Trương Viễn, Cao Hãn Vũ, La Trung Húc             |
| 5 tháng 7  | Các anh trai theo đuổi ước mơ                                      | Hồ Binh, Nhiếp Viễn, Viên Thành Kiệt, Trương Viễn, Cao Hãn Vũ, La Trung Húc             |
| 12 tháng 7 | Các anh trai theo đuổi ước mơ                                      | Hồ Binh, Nhiếp Viễn, Viên Thành Kiệt, Trương Viễn, Cao Hãn Vũ, La Trung Húc             |
| 19 tháng 7 | Các anh trai theo đuổi ước mơ                                      | Hồ Binh, Nhiếp Viễn, Viên Thành Kiệt, Trương Viễn, Cao Hãn Vũ, La Trung Húc             |
| 26 tháng 7 | Đồ Ăn Đêm                                                          | Lý Tư Đan Ni, A Vân Ca, Châu Cửu Lương, Mạnh Hạc Đường.                                 |
| 2 tháng 8  | Đặc sản các vùng                                                   | Vinh Tử Sam, Lưu Lâm, Lý Mộng, Sử Bành Nguyên, Vương Hạc Đệ                             |
| 9 tháng 8  |                                                                    | Triệu Lệ Dĩnh, Trương Lượng, Lưu Vũ Ninh, Lý Hạo Phi, Lâm Thuật Nguỵ                    |
| 16 tháng 8 |                                                                    | Trần Lập Nông, Angelababy, Đồng Hựu Lâm                                                 |
| 23 tháng 8 | Khai giảng "Lớp học chăm chỉ"                                      |                                                                                         |
| 30 tháng 8 | Giang sơn đẹp đẽ đến vậy - Kế hoạch đặc biệt                       | Đàm Tùng Vận, Tống Uy Long, Trương Tân Thành, Lữ Tiểu Vũ, Tạ Bân Bân                    |

## Thông tin phát sóng
| Kênh               | Ngày     | Giờ                | Tình hình phát sóng | Kênh chiếu mạng |
| ------------------ | -------- | ------------------ | ------------------- | --------------- |
| Truyền hình Hồ Nam | Chủ Nhật | 22:00 mỗi Chủ Nhật | Phát sóng           | Mango TV        |